# Schloss Merlsheim

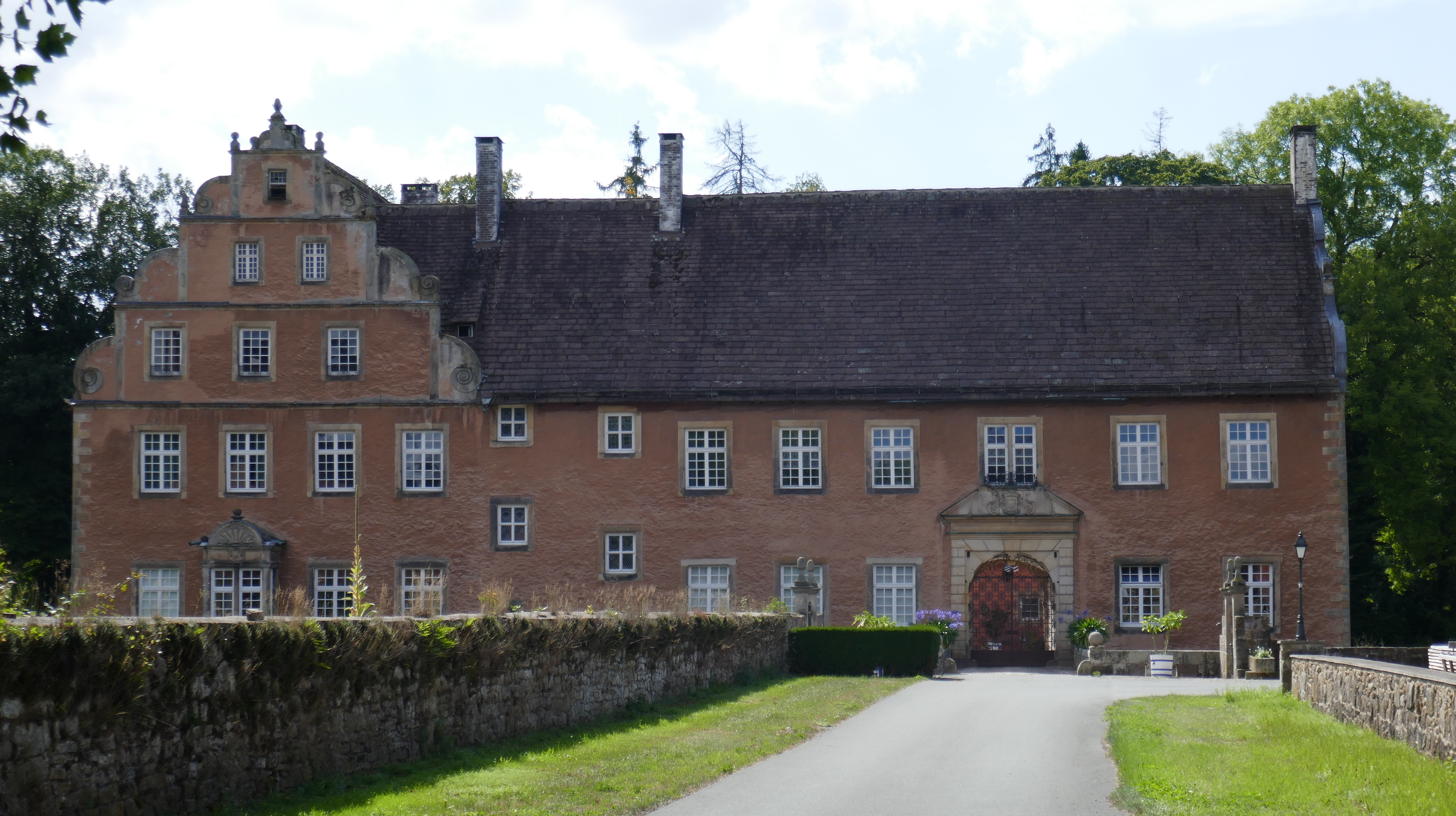
Schloss Merlsheim

Das Schloss Merlsheim ist ein denkmalgeschütztes Profangebäude in Merlsheim, einem Ortsteil von Nieheim im Kreis Höxter (Nordrhein-Westfalen).

## Geschichte

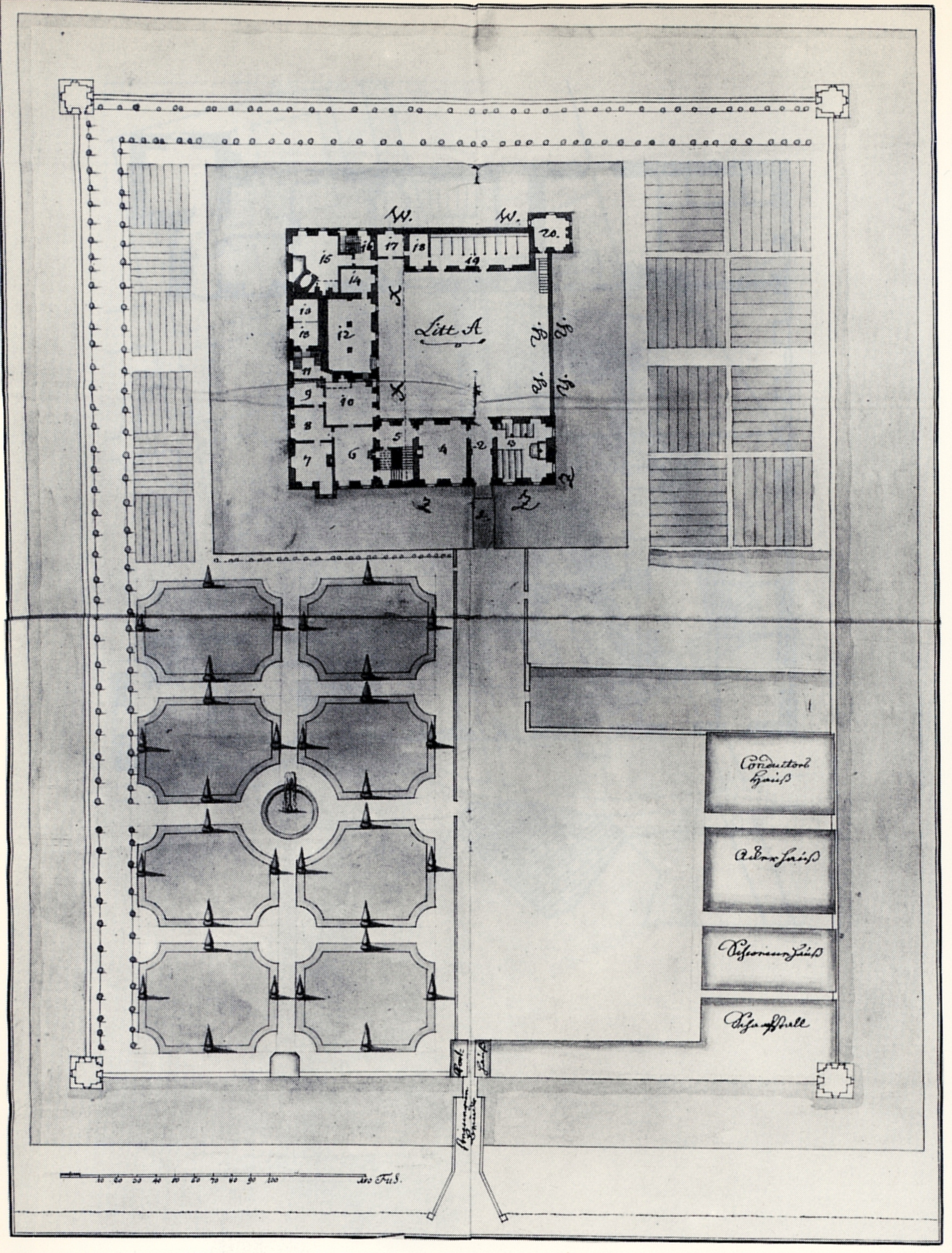
Übersichtskarte der Anlage Schloss Merlsheim

Merlsheim fand im Jahre 1292 erstmals urkundliche Erwähnung unter die Namen Merlhossen und Merlhusen, das später auch Merlsen  genannt wurde.
Zu dieser Zeit ist Merlsheim Burgsitz eines gleichnamigen Rittergeschlechts, welches im 13. bis 15. Jahrhundert seine Blütezeit hatte. Mitte des 14. Jahrhunderts erwarben die Ritter von Oeynhausen bei Merlsheim Besitz, und 1390 kaufte Johann der Junge von Oeynhausen das Dorf Merlsheim. Im Zuge einer Erbteilung erhielt Sievert von Oeynhausen 1420 Merlsheim, wo er sich eine Burg errichtete, deren baulichen Reste im Keller des Südflügels erhalten sind. Ilse von Oeynhausen brachte den Adelssitz in ihre Ehe mit Heinrich von Rengershausen ein, der Merlsheim 1507 als Lehen des Hochstifts Paderborn empfing. 1548 fiel die Wasserburg an Burchhard von Oeynhausen, der mit Margarethe von Rengershausen vermählt war. Nach dem Erlöschen des Merlsheimer Zweiges der von Oeynhausen wurde der Besitz 1632 als erledigtes Lehen eingezogen und von einem Vogt verwaltet. 
1652 überließ der Fürstbischof von Paderborn das Schloss samt Zubehör dem Domdechant Caspar Philipp von Ketteler. Bis zu Beginn des 19. Jahrhunderts verblieb das Anwesen im Besitz dieser Familie. Der Domherr C.Ph. von Ketteler ließ die alte Wehranlage 1667–1668 zum jetzigen Haus Merlsheim  ausbauen. Danach erlebte Haus Merlsheim mehrere Besitzerwechsel, 1920 ist das Gut im Erbweg von den seit 1845 hier ansässigen Freiherren von Hövel an die Familie von und zur Mühlen übergegangen, die damals aus Münster nach Merlsheim zog und hier bis heute wohnhaft ist. (Ein Zweig der Familie ist im Münsterland auf Haus Ruhr ansässig.)